# Kechnec
Kechnec (bis 1948 slowakisch „Kehnec“ – bis 1927 „Keňhec“; ungarisch Kenyhec) ist eine Gemeinde im Osten der Slowakei mit 1142 Einwohnern (Stand 31. Dezember 2024). Sie liegt im Okres Košice-okolie, einem Teil des Košický kraj.

## Geographie
Kechnec liegt im Süden des Talkessels Košická kotlina unweit der ungarischen Grenze am rechten Ufer des Baches Sokoliansky potok, 20 Kilometer südlich von Košice gelegen. Der Ort ist fließend mit dem Nachbarort Seňa und teilweise auch Milhosť verbunden.

## Geschichte
Der Ort wurde zum ersten Mal 1220 als Felnemet schriftlich erwähnt. Der Name weist auf eine mittelalterliche deutsche Kolonisierung am Unterlauf des Hornád hin, was sich auch heute bei den Namen der ungarischen Gemeinden Tornyosnémeti oder Hidasnémeti jenseits der Grenze erkennen kann. 1338 wird die erste Mühle erwähnt. Seit dem späten 16. Jahrhundert kam es zu einem Zuzug der ungarischen und slowakischen Bevölkerung, zunehmend auf Kosten der Deutschen. Der Ort war ein Sitz bedeutender Geschlechter, wie z. B. Kenyheczi und Csikovics. 1828 zählte man 85 Häuser und 633 Einwohner.
Bis 1918 gehörte der im Komitat Abaúj-Torna liegende Ort zum Königreich Ungarn und kam danach zur Tschechoslowakei beziehungsweise heute Slowakei. Aufgrund des Ersten Wiener Schiedsspruchs lag es 1938–45 noch einmal in Ungarn.
1964 schließen sich die Orte Kechnec und Milhosť zur Gemeinde namens Hraničná pri Hornáde zusammen, die 1986 in die Gemeinde Seňa eingegliedert wurde. Seit 1990 ist Kechnec wieder selbständig.

## Bevölkerung
| Jahr                | 1994 | 2004     | 2014     | 2024    |
| ------------------- | ---- | -------- | -------- | ------- |
| Anzahl der Personen | 841  | 961      | 1172     | 1142    |
| Unterschied         |      | +14,26 % | +21,95 % | −2,55 % |

| Jahr                | 2023 | 2024    |
| ------------------- | ---- | ------- |
| Anzahl der Personen | 1140 | 1142    |
| Unterschied         |      | +0,17 % |

Gemäß der Volkszählung 2011 wohnten in Kechnec 1125 Einwohner, davon 840 Slowaken, 146 Magyaren, 22 Roma und jeweils ein Russine, Tscheche und Ukrainer. 114 Einwohner machten keine Angaben. 739 Einwohner bekannten sich zur römisch-katholischen Kirche, 111 Einwohner zur reformierten Kirche, 82 Einwohner zur griechisch-katholischen Kirche, 14 Einwohner zur evangelischen Kirche A. B., fünf Einwohner zur orthodoxen Kirche, jeweils drei Einwohner zu den Zeugen Jehovas und zur evangelistischen Kirche und zwei Einwohner zur evangelisch-methodistischen Kirche; ein Einwohner war anderer Konfession. 32 Einwohner waren konfessionslos und bei 133 Einwohnern ist die Konfession nicht ermittelt.
Ergebnisse nach der Volkszählung 2001 (876 Einwohner):
| Nach Ethnie: - 83,45 % Slowaken - 15,18 % Magyaren - 0,11 % Roma | Nach Konfession: - 77,17 % römisch-katholisch - 7,19 % griechisch-katholisch - 2,17 % keine Angabe - 1,94 % evangelisch - 0,80 % konfessionslos |

## Sehenswürdigkeiten
- barocke römisch-katholische Himmelfahrtskirche aus dem Jahr 1749
- drei Kurien (kleine Landschlösser) aus dem Ende des 18. Jahrhunderts

## Wirtschaft und Verkehr
- 332 ha großer Industriepark Kechnec, unter anderem mit Standorten der Unternehmen Magna, Molex Slovakia und Doppelmayr

Durch den Ort verläuft die Staatsstraße 68, die an der ungarischen Grenze geht in die ungarische Nationalstraße 3 weiter nach Miskolc über. Kechnec besitzt einen Bahnanschluss durch eine Haltestelle an der Bahnstrecke Miskolc–Košice. Die Schnellstraße R4 (E 71) samt der Anschlussstelle Kechnec westlich des Dorfes wurde am 7. November 2013 dem Verkehr freigegeben.

## Gemeindepartnerschaften
- Isaszeg, Ungarn